# أم الجمال
أم الجمال مدينة رومانية أثرية تقع في الأردن على بعد 86 كم من العاصمة الأردنية عمان بالقرب من مدينة المفرق على مقربة من الحدود السورية الأردنية في أقصى شمال الأردن، وتتميز بأروع البوابات الحجرية وهي تعرف باسم «الواحة السوداء» وذلك لما بها من أعداد كبيرة من الأحجار البركانية السوداء.
بُنيت المدينة على طرف أحد الأودية التي تنحدر من جبل الدروز باتجاه الجنوب الغربي ويعد هذا الوادي حدّاً فاصلاً بين الحرّة السورية التي تمتد من الأزرق جنوباً حتى مشارف دمشق ومن وادي مقاط شرقاً حتى أم الجمال غرباً بعمق يتجاوز 200 كم . وقد بُنيت هذه المدينة على طرف الوادي لكي يُؤمن لها الميّاه كعامل أساسي للاستقرار حيث توجد فيها عشرات البرك وخزانات المياه والآبار المحفور على أطراف الوادي والتي لا يزال قسماً منها صالح للاستعمال حتى اليوم .
في العصر الروماني المبكر استُخدمت أم الجمال وأعيد بناؤها من جديد في بداية القرن الثاني الميلادي عبر بناء مدينة تبلغ مساحتها 5.500 دونم مسورة ولها سبع بوابات، ومنها ثكنتان عسكريتان، وفي العصر البيزنطي تم الكشف عن وجود سبع عشرة كنيسة، بالإضافة إلى المنازل والمقابر وغيرها.
تحيط بها المزارع الخضراء التي تعتمد في ريها على الآبار الجوفية والتي تضفي لونًا طبيعيا يكسر سمرة المكان، وجفاف الصحراء.
وتعتبر أم الجمال إحدى المدن العشر في حلف الديكابولس الذي أقيم أيام اليونان والرومان، وكان يضم عشر مدن في المنطقة الواقعة عند ملتقى حدود الأردن وسوريا وفلسطين.
وفي 26 يوليو 2024 أعلنت لجنة التراث العالمي التابعة لمنظمة الأمم المتحدة للتربية والعلوم والثقافة "اليونسكو" إدراج أم الجمال موقعا أردنيا سابعا على لائحة التراث العالمي لليونسكو.

## التاريخ
يرجع تاريخ هذه المدينة إلى العصر النبطي الروماني البيزنطي. وقد بـُنيت هذه المدينة في إحدى مستوطنات النبطيين القديمة من الطوب البازلتي الأسود المدعم بقوالب مستطيلة من البازلت وازدهرت في القرن الأول قبل الميلاد.
اشتهرت تاريخيًا أنها كانت ملتقى للطرق التي ربطت فلسطين والأردن بسوريا والعراق. حيث أنها تقع على طول طريق تراجان وتشكل محطة في منتصف هذا الطريق الذي يصل بين عمان والبصرة أو دمشق والبصرة. ومن الأزرق عبر وادي السرحان إلى الجزيرة العربية التجاري.
تعتبر إحدى المدن العشرة في حلف الديكابولس حيث كانت تعرف باسم (كانثا) الذي أُقيم أيام اليونان والرومان، وكان يضم عشر مدن في المنطقة الواقعة عند ملتقى حدود الأردن وسوريا وفلسطين.
يعتقد أن الأمويين سكنوا هذه المدينة وبشكل كثيف. ويبدو أن هذه المدينة تعرضت لزلزال قبل أن ينتقل مركز الخلافة من دمشق إلى بغداد إبان الخلافة العباسية مما أدى إلى هجرها تدريجيًا.
وفي العام 557 ميلادية، جرى حدث تاريخي في مدينة أم الجمال تمثل بتدشين كاتدرائية المدينة، فجاءت وفود من مختلف الأبرشيات المجاورة في الأردن وسوريا وفلسطين للمشاركة في حفل التدشين حيث أم الجمال كانت آنذاك في أوج عزها ومجدها، وقد ذكرت خريطة الفسيفساء في مادبا مدينة أم الجمال وكاتدرائيتها والمدن والمراكزوبينت ما كانت تتمتع به من الأهمية في الصحراء الأردنية.
وعلى الرغم ما تعرض له أم الجمال كغيرها من المناطق العمرانية في جنوب سوريا إلى الزلزال المّدمر في عام 551م ووقوعها تحت وطأة الحكم الفارسي بعد احتلال بصرى عام 614 م من قبل الفرس، فإن المدينة شهدت ازدهارًا عمرانيًا وبشريًا مهمًا خلال الفترة البيزنطية حيث شيدت فيها ثلاثة عشر كنيسة مهمة بعضها يتكون من أكثر من طابق مما يؤكد على أهمية المدينة الدينية في ذلك العصر ويشهد برخاء اقتصادي سمح بتدشين العديد من دور العبادة الضخمة تلك.
ولم يتوقف بناء الكنائس وترميمها في العهد الأموي بل احتفظت المدينة بدورها التّعبدي والاجتماعي كما هو الحال في أم الجمال وغيرها من المدن والبلدات الأخرى إبان الفترات الإسلامية حيث تشهد العديد من الكتابات اليونانية التي تؤرخ لبناء الكنائس الإسلامية أو إعادة ترميمها إلى أن السكان المسيحيين في المنطقة كانت لديهم الحرية في إنشاء تلك الكنائس على الرغم من دخولهم تحت ظل الدولة الإسلامية . وتؤكد الحفريات التي أجريت في مبنى الحاكم الروماني بأنه قد استخدم في الفترة الأموية وأضيفت إليه حمامات خاصة به مما يؤكد إلى جانب غيره من الأدلة على بقاء المدينة مزدهرة في العهد الأموي إلى أن ضربها الزلزال المدمر الذي شهدته المنطقة عام 749م .

### معالم المدينة
ويبلغ عدد سكان أم الجمال قبل وصول اللاجئين السوريين نحو 5000 نسمة وحاليًا 25 ألف.
ويعمل أهلها في الزراعة، والوظائف الحكومية، ومعظم القاطنين في القرية من عشيرة من أهل الجبل.
وتوجد في المدينة مجموعة من المدارس، ومركز صحي شامل، ومكتب للتنمية الاجتماعية، وجمعية أم الجمال الخيرية، ومكتبة للأطفال تابعة لبلدية أم الجمال.
كما توجد فيها مكاتب المؤسسات الحكومية التالية: مبنى القضاء، ومكتب الأوقاف، مكتب الآثار والسياحة، مبنى البلدية، مركز الدفاع المدني، مخفر أم الجمال، ومجموعة من المساجد.
أول ما بدأ البناء في أم الجمال كان ملاصقًا للآثار، وجاء البناء على شكل دائري محيط بالآثار القديمة. وكان أول من سكن المكان هم عشائر أهل الجبل (المساعيد)، الذين عمل بعضهم إلى جانب عدد من الدروز محاولات لإحياء البلدة القديمة.
وكان أبناء العشيرة يستعملون تلك الآثار في الشتاء، لأنها تقع في وسط ديرتهم، حيث كانت الديرة لأهل الجبل تمتد من جبل العرب شمالًا إلى الأزرق جنوبًا، ومن جهة الشرق من أطراف الحرة إلى الغرب باتجاه سكة الحديد.
أما بالنسبة للغة فأبناء المنطقة والمدينة كانوا يتقنون أكثر من لغة خلال تلك الفترة الأمر الذي يعكس مدى ارتفاع مستوى ثقافتهم ويؤكد عمق اتصالهم بالحضارات المجاورة كما يؤكد تفاعلهم مع عصرهم، ويزيدنا اليوم يقيناً بأن المدينة كانت مركزًا مهمًا للتجارة التي تتطلب أمرين مهمين هما معرفة اللغات والثقافات الأخرى، وتوفر وسائط النقل التي كان الجمل يشكل عمودها الرئيس فيما سبق وذلك إضافة إنشائها في مكان يوفر للقوافل الأمن والغذاء والماء في محطة من محطات القوافل وهي الأمور التي تتوافر كلها في مدينة أم الجمال.

## المواقع الأثرية
- يوجد في أم الجمال بقايا حصون حضنت في داخلها كنائس عديدة بين كبيرة وصغيرة وأحواض ماء مسقوفة أو مكشوفة، فضلًا عن بقايا موقع عسكري روماني.
- تزخر أم الجمال بأعداد كبيرة من أحواض المياه للاستخدام الخاص والعام لأن مدينة أم الجمال بعيدة عن مصادر المياه. وجد حديثا بعض القنوات لجر المياه من تحت الأرض يرجح أن سكان أم الجمال كانوا يحصلون على المياه عن طريق سحبها من أماكن بعيدة بواسطة هذه القنوات.
- يوجد في أم الجمال آثار للكنائس البيزنطية ووجد في أم الجمال أيضا فسيفساء قديمة تمثل نهر الأردن وعلى جانبيه المدن والقرى التي ورد ذكرها في الكتاب المقدس.
- تم الكشف عن العديد من المواقع الأثرية المهمة الجديدة فيها خلال السنوات الثلاث الأخيرة، على رأسها المسجد الأموي وكنيسة القديسة مريم.
- تم العثور على العديد من الكنائس في مدينة أم الجمال مما يدل على ازدهار المسيحية في المنطقة وأصولها العريقة حيث أن أقدم كنيسة في منطقة أم الجمال هي كنيسة يوليانوس التي تعود إلى سنة 345.

## عودة أم الجمال
ظلت المدينة في طيّ النسيان لسنوات طويلة إلى أن قامت بعثة جامعة برنيستون الأميركية بعمل مسح أثري لمنطقة جبل الدروز وجنوب حوران بين عامي  1891 و 1903م.
حيث أشرف عالم آثار أميركي وعالم النقوش واللغات السامية إينو ليتمان على هذا العمل وقام بنشر عددٍ من المقالات والكتب التي ما تزال مرجعًا مهمًا عن المنطقة عمومًا وأم الجمال بشكل خاص.
وبتتبع المسار الزمني للاستقرار يلاحظ بأنه كان في البداية هناك استقرار جزئي من خلال استعمال المكان كمشات، ومخازن للأمتعة والحطب، بالإضافة إلى أنهم كانوا يستعملون في سنوات الخصب الآبار والبرك القديمة. أما بركة الماء في البلدة الأثرية، فقد كانت مشاعًا لجميع أبناء العشائر، ولكل المناطق المجاورة، وكانت تستخدم للشرب ولسقاية المواشي، وكان هناك (بير الشيوخ)، والذي يقع في شرق البركة السورية، فقد كان محددًا للشرب فقط.
وتتنوّع لغة النقوش والمكتشفة في المدينة من نبطية إلى يونانية ولاتينية وصفوية وعربية شمالية ووجود نقوش ثنائية اللغة في ذات المكان زيادة على أن بعض أبناء القبائل العربية الذين عاشوا في هذه المدينة ابّان القرون الميلادية الأولى كما يظهر من كتاباتهم، قد كتبوا بأكثر من خطٍ ولغةٍ وكتبوا نقوشًا ثنائيةً أيضًا.